# Stanisław Bugalski
Stanisław Bugalski (22 de outubro de 1931 – 14 de julho de 1991) foi um ex-ciclista profissional polonês. Participou das edições de 1954 e 1956 na Volta à Polónia, terminando em segundo lugar em ambas competições.